# Carl Schildbach

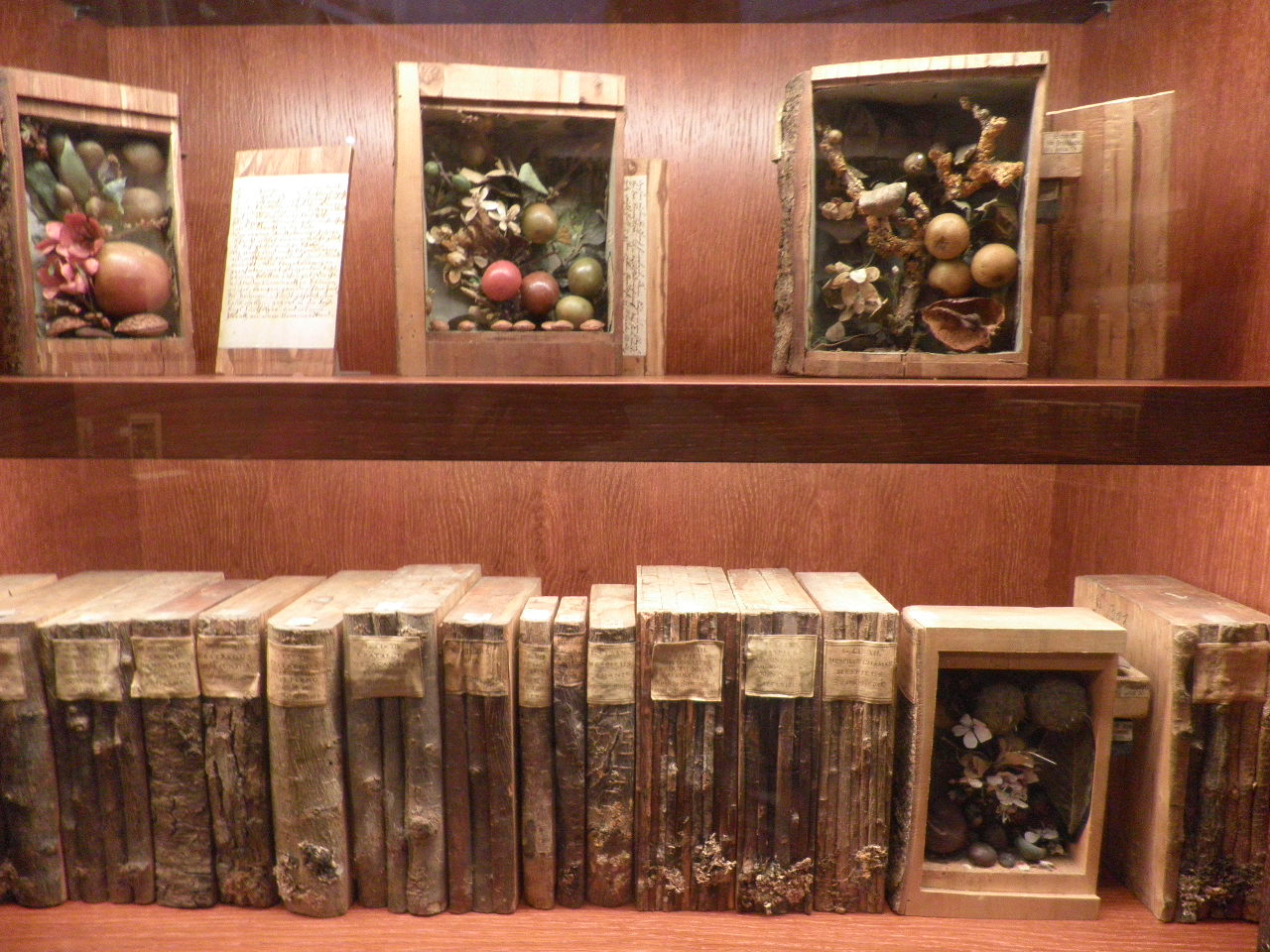
Bibliothèque de bois de Carl Schildbach, Ottoneum, Cassel.

Carl Schidlbach (né en Saxe en 1730 et mort en 1817) est un naturaliste allemand, intendant du landgrave de Hesse-Cassel.
Superviseur du zoo dès 1771, il devient gestionnaire de la ménagerie de Frédéric II en 1773, puis intendant de Guillaume IX.
Il est surtout connu pour la bibliothèque de bois qu'il a confectionnée entre 1771 et 1799, sous la dénomination de  Sammlung von Holzarten, so Hessenland von Natur hervorbringt (en français « Collection d'essences de bois produits par la nature du land de la Hesse »). Cette collection unique de 530 volumes (soit 441 espèces d'arbres et arbustes) est conservée à l'Ottoneum à Cassel.

## Publications
- (de) Carl Schildbach, Beschreibung einer Holz-Bibliothek nach selbst gewähltem Plan ausgearbeitet, Cassel, Estienne, 1788, 16 p. (lire en ligne)
- (de) Carl Schildbach, « Beschreibung einer Holzbibliothek nach selbst gewähltem Plan, ausgearbeitet von Carl Schildbach zu Cassel. », Journal von und für Deutschland, vol. 5,‎ 1788, p. 322-328 (lire en ligne)